# Édouard Gand
Pour les articles homonymes, voir Gand (homonymie).
 (décembre 2017).
Antoine, Joseph, Édouard Gand, né le 16 décembre 1815, et décédé le 10 décembre 1891,, à Amiens était un technicien de l'industrie textile, promoteur de l'enseignement technique en France au XIXe siècle.

## Biographie
Édouard Gand devint, à 19 ans, directeur d'un atelier de tissage de tissus Jacquart. Puis, en 1839, il ouvrit un atelier de dessin industriel et de liseur de cartons Jacquard.
Il s'attacha à la transmission du savoir-faire des vieux tisserands et des ouvriers spécialisés dans les tissus imprimés, mais aussi il fit le pari de l’avenir et se tint constamment au courant des nouveautés technologiques en matière de tissage, en particulièrement celui des velours de coton, alors industrie amiénoise florissante.
Il publia plusieurs ouvrages sur la fabrication des velours de coton et milita pour la création d'un enseignement technique à Amiens ce qui était une idée neuve à l'époque.
Après une visite dans les filatures et les tissages de Manchester, en 1856, les industriels amiénois décidèrent de réagir pour lutter contre la concurrence anglaise.
Le manufacturier Pierre Vulfran Mollet (1807-1881), membre de l'Association pour la défense du travail national, mais conscient des conséquences du traité de libre-échange de 1860 entre la France et le Royaume-Uni, réunit autour de lui des manufacturiers amiénois et Édouard Gand.
Dans le Journal d’Amiens du 3 février 1861, Édouard Gand proposa des mesures urgentes concrètes pour sauver du désastre l’industrie locale des tissus de nouveauté. C'est sous son influence que les industriels d'Amiens créèrent la Société industrielle d'Amiens où il prodigua un cours intitulé « théorique et pratique de tissage » et un autre cours intitulé « dessin de fabrique ». Ses méthodes d'enseignement furent adoptées par plusieurs sociétés de France et d'Italie.
Il mit au point divers métiers, en particulier le compositeur automatique capable de générer par lui-même des motifs. Plusieurs de ses appareils sont conservés au Conservatoire national des arts et métiers de Paris.
Ses travaux connurent une certaine renommée lors de l'Exposition universelle de 1878 de Paris.
Il est enterré au cimetière de La Madeleine, à Amiens.

## Œuvres
- Cours de tissage... professé à la Société industrielle d'Amiens...
- Des métiers électriques au point de vue industriel, Amiens, impr. de A. Caron, 1854 (BNF 30478992)
- Le transpositeur ou l'improvisateur de tissus appareil non breveté basé sur la théorie des nombres premiers et des progressions arithmétiques ascendantes donnant un nombre infini de combinaisons à l'usage des compositeurs de tissus et des dessinateurs, Paris, J. Baudry, 1871 (BNF 30479000, lire en ligne)
- Leçons de choses les phénomènes, les corps, la vie : livre d'initiation scientifique et pratique : écoles de garçons : [cours moyen 2e année]
- Les sols de Camargue : étude physico-chimique
- Les Vieux sayetiers d'Amiens, notice historique sur les tissus Jacquard de 1836 à 1861
- Rotations et diamètres des planètes, examen comparatif de ces deux éléments...

## Hommages et distinctions
- Chevalier de la Légion d'Honneur
- Officier de l'Instruction publique
- Membre honoraire de l'Académie des sciences, des lettres et des arts d'Amiens
- Une rue d'Amiens porte son nom
- Un lycée technologique d'Amiens porte son nom, ainsi que celui de Breuil-le-Vert.